# Cheiracanthium furax
Cheiracanthium furax is een spinnensoort uit de familie Cheiracanthiidae.
De wetenschappelijke naam van de soort werd in 1873 gepubliceerd door Ludwig Carl Christian Koch.